# Ököritófülpös megállóhely
Ököritófülpös megállóhely egy Szabolcs-Szatmár-Bereg vármegyei vasúti megállóhely Ököritófülpös településen, a MÁV üzemeltetésében. A belterület déli szélén helyezkedik el, közúti elérését a 49-es főútból kiágazó 49 336-os számú mellékút teszi lehetővé.

## Vasútvonalak
A megállóhelyet az alábbi vasútvonalak érintik:
- Kocsord–Csenger-vasútvonal

## Kapcsolódó állomások
A megállóhelyhez az alábbi állomások vannak a legközelebb:
- Győrtelek alsó megállóhely (Kocsord–Csenger-vasútvonal)
- Porcsalma-Tyukod megállóhely (Kocsord–Csenger-vasútvonal)

## Forgalom
| Járat        | Útvonal | Gyakoriság |
| ------------ | --- | ---------- |
| személyvonat | Csenger – Porcsalma-Tyukod – Ököritófülpös – Győrtelek alsó – Győrtelek – Kocsord alsó – Kocsord – Mátészalka | Napi 2 pár |